# Lanoe Hawker

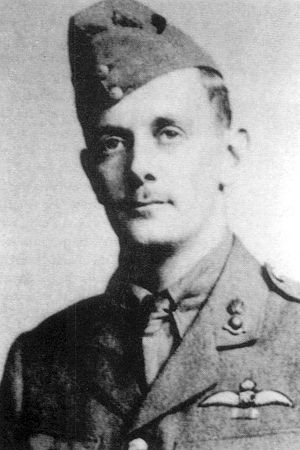
Lanoe Hawker

Major Lanoe George Hawker VC, DSO. (* 30. Dezember 1890 in Longparish, Hampshire; † 23. November 1916 in der Nähe von Bapaume) war ein britischer Militärpilot im Ersten Weltkrieg. In seiner Laufbahn erzielte er neun (nach anderen Quellen: sieben) Luftsiege.

## Militärische Erfolge
Hawker, der ursprünglich Mechaniker war, trat schon vor Beginn des Ersten Weltkriegs dem britischen Royal Flying Corps (RFC) bei. Er galt als Meistertaktiker und war ein talentierter Flieger, dessen Können ihm hohes Ansehen bei seinen Kameraden einbrachte. Im Luftkampf war er angriffslustig und kreativ. Sein Motto war „Greif alles an!“.
In den ersten Kriegsjahren flog er in der No. 6 Squadron. Effiziente Jagdflugzeuge gab es zu jener Zeit noch nicht, so dass Piloten zur Bekämpfung feindlicher Fluggeräte oftmals Karabiner oder sogar Steine mit an Bord nahmen. Hawker selber bewaffnete sich mit Handgranaten und kleinen Bomben. Für seine Leistung erhielt er den Distinguished Service Order.
Für den Kampf gegen feindliche Flugzeuge brachte er ein Lewis-Gewehr an seiner Bristol Scout an. Das Gewehr befand sich etwas seitlich am Flugzeug, um bei Gebrauch den Propeller nicht zu beschädigen. Am 25. Juni 1915 gelang ihm der Abschuss von drei deutschen Flugzeugen. Zwei davon zerstörte er in der Luft. Das dritte war nach dem Kampf so sehr beschädigt, dass es hinter den eigenen Linien zu Boden ging. Nach diesen bemerkenswerten Luftsiegen verlieh man ihm als erstem Kampfpiloten in der Geschichte die höchste britische Kriegsauszeichnung, das Victoria-Kreuz.

## Hawkers Einfluss bei der Umorganisation des RFC
In Deutschland hatten Ingenieure der Firma „Fokker Aeroplanbau GmbH“ im Jahr 1915 ein revolutionäres Unterbrechergetriebe entwickelt. Unter Zuhilfenahme dieses Verfahrens war es möglich, mit einem MG durch den Propellerkreis eines Flugzeuges zu schießen, ohne ihn dabei zu beschädigen. Das Flugzeug Fokker E.III, das mit dem neuen System ausgestattet war, entwickelte sich in den folgenden Monaten zu einer ernsthaften Gefahr für die alliierten Luftstreitkräfte. Hawker gehörte zu den ersten Piloten, die dieser neuen Bedrohung entgegentraten.
Die britische Führung, die Hawkers Fähigkeiten erkannt hatte, entschloss sich, ihm die Leitung über die No. 24 Squadron anzuvertrauen. In der Folgezeit war er für einige der wichtigsten Veränderungen innerhalb des RFC verantwortlich. Er teilte seine Flugzeuge in geschlossene Verbände ein und sorgte somit für eine Verminderung der ineffektiven Einzel- und Gruppenflüge. Hawkers Taktiken und das neue Kampfflugzeug Airco D.H.2 waren maßgeblich daran beteiligt, den Deutschen die Lufthoheit an der Westfront wieder abzunehmen.

## Der Kampf mit Manfred von Richthofen
Am 23. November 1916 kam Lanoe Hawker bei einem Luftkampf mit dem 'Roten Baron' Manfred von Richthofen ums Leben. Richthofens elfter Luftsieg war eines seiner schwersten und bekanntesten Gefechte.
Am Vormittag des 23. November war Hawker mit seiner Einheit an der Westfront unterwegs, als er der deutschen Jagdstaffel 2 begegnete. In dem nachfolgenden Luftkampf wurde Hawker von einem deutschen Flugzeug des Typs Albatros D.II bedrängt, das von Manfred von Richthofen geflogen wurde. Im weiteren Kampfverlauf war Richthofen immer ein wenig im Vorteil. Das lag zum einen daran, dass die Albatros D.II. die schnellere und widerstandsfähigere Maschine war. Zum anderen hatte Hawkers DH-2 schon sehr viel Treibstoff verbraucht und war nicht mehr in der Lage, einen längeren Flug durchzuführen. Seine einzige Chance war es, den Roten Baron abzuschütteln und zu seinem Flugfeld bei Bapaume zurückzukehren.
Richthofen verfolgte den Briten über 35 Minuten. Hawker flog inzwischen schon sehr nahe am Boden und versuchte, seinen Verfolger durch geschickte Manöver abzuschütteln. Richthofen ließ sich jedoch nicht aus der Ruhe bringen und brachte sich in eine günstige Schussposition. Als die zwei Flugzeuge kurz vor den Gräben der Front waren, konnte Richthofen einige präzise Salven abfeuern; Hawker wurde tödlich getroffen. Das Wrack seines Flugzeuges wurde später von deutschen Soldaten gefunden. Die herausgetrennte Seriennummer und das Lewis-MG von Hawkers Maschine wurden an von Richthofen als Souvenir weitergegeben. Hawker verfügt über kein bekanntes Grab, er ist aber im Arras Flying Services Memorial in Arras namentlich erwähnt.
Die Alliierten verloren einen ihrer besten Taktiker und Kampfpiloten. Für Manfred von Richthofen war der Luftsieg der Beginn seiner legendären Laufbahn als Fliegerass.